# (78893) 2003 SJ48
(78893) 2003 SJ48 es un asteroide perteneciente al cinturón de asteroides, región del sistema solar que se encuentra entre las órbitas de Marte y Júpiter.
Fue descubierto el 18 de septiembre de 2003 por el equipo del proyecto Spacewatch desde el observatorio Nacional de Kitt Peak.

## Designación y nombre
Designado provisionalmente como 2003 SJ48.

## Características orbitales
2003 SJ48 está situado a una distancia media del Sol de 3,085 ua, pudiendo alejarse hasta 3,592 ua y acercarse hasta 2,578 ua. Su excentricidad es 0,164 y la inclinación orbital 4,069 grados. Emplea 1979,11 días en completar una órbita alrededor del Sol.
Los próximos acercamientos a la órbita de Júpiter ocurrirán el 26 de marzo de 2067, el 11 de enero de 2077 y el 28 de marzo de 2127.

## Características físicas
La magnitud absoluta de 2003 SJ48 es 15,05. Tiene 4,772 km de diámetro. Su albedo se estima en 0,112.